# Lee Selby
Lee Selby est un boxeur gallois né le 14 février 1987 à Barry.

## Carrière
Passé professionnel en 2008, il devient champion britannique des poids plumes en 2011 puis champion d'Europe EBU en 2014 et enfin champion du monde IBF de la catégorie le 30 mai 2015 après sa victoire aux points face à Evgeny Gradovich. Selby conserve son titre le 14 octobre 2015 en battant aux points l'ancien champion du monde mexicain Fernando Montiel puis Eric Hunter le 9 avril 2016, Jonathan Victor Barros le 15 juillet 2017 et Eduardo Ramirez le 9 décembre 2017. Il est en revanche battu aux points par son compatriote Josh Warrington le 19 mai 2018.